# Račice (Boêmia Central)
Račice é uma comuna checa localizada na região da Boêmia Central, distrito de Rakovník.